# خان تنغري
خان تنغري (بالكازاخية: Хан Тәңірі)، هو جبل يرتفع 7010 أمتار في جبال تيان شان، وأعلى نقطة في كازاخستان على الحدود مع قيرغيزستان ، ويقع بالقرب من منطقة شينجيانغ في الصين. تم تسلقه لأول مرة في عام 1931 من قبل ميخائيل بوغريبيتسكي وهو قمة خطرة بشكل خاص، ويميل لصعوده بشكل رئيسي متسلقون روس وكازاخ.